# ロータス・エクラ
エクラ（Eclat ）は、イギリスの自動車メーカーであるロータス・カーズが製造・販売していた、2+2乗りFRレイアウトのスポーツカーである。ロータス社内のタイプナンバーは76と84。

## 概要
2代目エリートをベースとし、1975年に発表された。フロント部はエリートと共通デザインであるが、リアはファストバックであり、フル4シーターのエリートに対して2+2となっている。エンジンは、シリーズ1が1,973cc水冷直列4気筒DOHCのロータス907型エンジン、後期型が2,174ccのロータス912型エンジンを搭載する。
1982年からトヨタ製パーツを一部に採用して、名称をエクラ・エクセルに変更する。その後、1983年から単にエクセルと呼ばれて、1992年まで生産された。